# Concesión rusa en Tianjin
La concesión rusa de Tianjin (en chino: 天津 俄 租界, en pinyin: Tiānjīn é zūjiè, en ruso: Российская концессия Тяньцзиня) fue un territorio de la ciudad china de Tianjin, adjudicado y ocupado colonialmente por el Imperio ruso entre 1900 y 1924. Hacía parte de los dos concesiones que tenía Rusia en el territorio chino a finales de la dinastía Qing, la otra es la concesión en Hankou. La concesión ocupa el segundo lugar después de la concesión británica de Tianjin por tamaño, y se extiende desde la costa del río Hai hasta las tierras de cultivo al sur del distrito de Dazhigu.

## Historia
Después de la ocupación de Tianjin por la Alianza de las Ocho Naciones tras el levantamiento de los bóxers en 1900, Rusia firmó la Cláusula de Concesión de Tianjin el 9 de noviembre de 1900, que delimita oficialmente la concesión rusa en la ciudad. Una breve disputa sobre la cual la estación de tren de Laolongtou estaba dentro de los límites de la concesión llevó a una serie de negociaciones entre la Gran Bretaña y Rusia en San Petersburgo. Lo acordado llevó a Rusia a renunciar a la estación de tren y la carretera que la conducía de regreso al territorio soberano chino. Así, la concesión rusa se dividió posteriormente en dos parcelas de tierra, el Distrito Este y Oeste. Aunque la concesión rusa fue originalmente la concesión más grande entre todas, ocupando un área total de aproximadamente 5971 mu (una unidad de medida china de la época), la concesión británica pronto superó a la concesión por tamaño de tierra a través de sus expansiones.
Tras la Revolución de Octubre, la concesión continuó siendo controlada por los partidarios del movimiento blanco de la república rusa, aunque la concesión terminó de facto cuando el gobierno de Beiyang y el departamento de policía de Tianjin ocuparon el territorio el 15 de septiembre de 1920. El 6 de agosto, el nuevo gobierno soviético cedió oficialmente el territorio al gobierno de la República de China y la concesión se transformó posteriormente en el tercer distrito de la nueva Región Administrativa Especial de Tianjin.

## Economía
La concesión rusa no logró convertirse en un sector próspero o en una zona con una actividad comercial y mercantil importante, sino que fue eclipsada por la concesión británica que se convirtió en el distrito financiero más importante de la ciudad de Tianjin. Algunas empresas rusas, como el Banco Ruso-Chino, operaban en la concesión británica. Más tarde, la concesión rusa en Tianjin se convirtió en el área industrial y de almacenamiento de recursos de la ciudad debido a su control sobre el largo río y su proximidad a la estación de tren de Laolongtou, donde Texaco, Mobil y otras empresas establecieron sus depósitos de petróleo. En 1919, la British American Tobacco también instaló fábricas en la concesión rusa.

## Galería

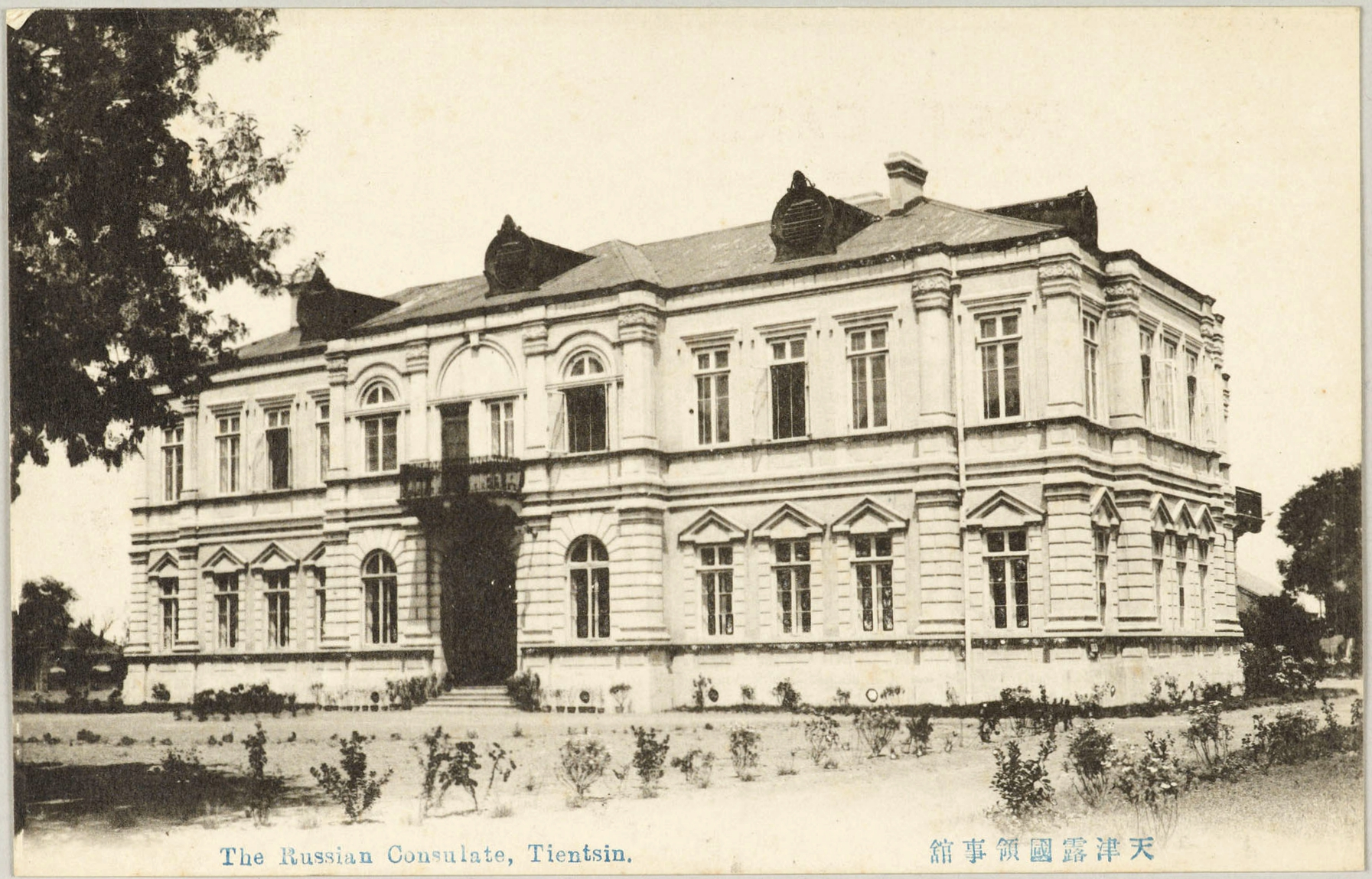
El consulado ruso en Tianjin.
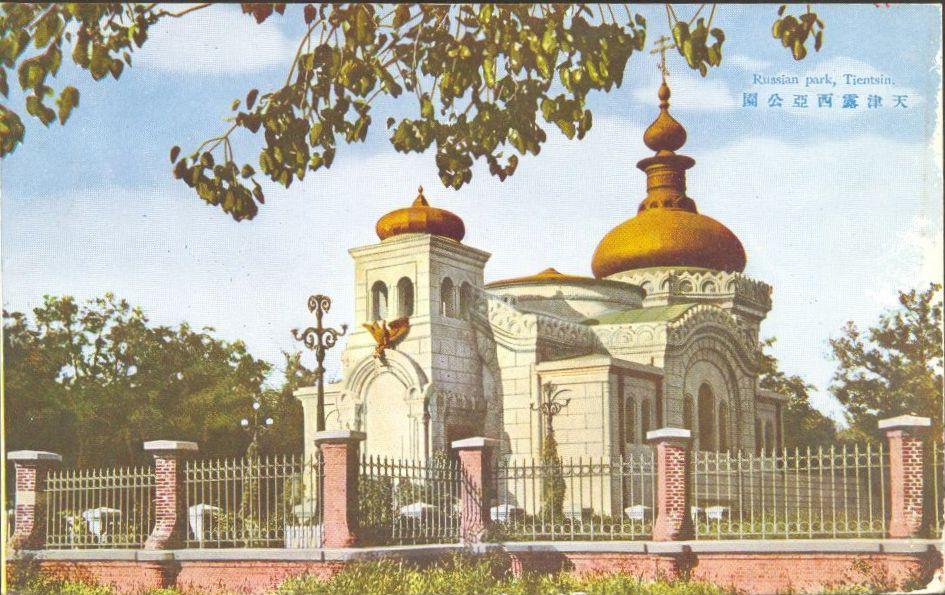
La Iglesia ortodoxa de Nuestra Señora en Tianjin.

## Lista de cónsules
- Nikolai Vasilievich Laptev (1903-1907)
- Nikolai Maksimovich Poppe (1907-1909)
- Nikolai Sergeievich Muliukin (1909-1910)
- Khristophor Petrovic Kristi (1910-1913)
- Konstantin Viktorovich Uspensky (1913-1914)
- Pyotr Genrikhovich Tiedemann (1914-1920)